# Misty Mountain Hop
Misty Mountain Hop – utwór angielskiego zespołu rockowego Led Zeppelin z czwartego, niezatytułowanego albumu zespołu, wydanego w roku 1971. W USA i Australii pojawił się na stronie B singla Black Dog, jednak i tak był często grywany na falach radiowych. Został nagrany w pałacu Headley Grange (Hampshire) który posiadał własne studio nagraniowe.
Na portalu Rate Your Music określono go jako reprezentującego m.in. gatunki hard rock i blues rock. 

## Tekst
Najczęściej pojawiająca się interpretacja tekstu utworu mówi o spotkaniu z policją po wypaleniu marihuany w parku, po czym następuje udanie się do Gór Mglistych („where the spirits fly”) - fragment ten stanowi prawdopodobnie odniesienie do powieści Hobbit J.R.R. Tolkiena. Odniesienia do dzieł tego angielskiego pisarza pojawiają się również w innych utworach Led Zeppelin, takich jak „Bron-Y-Aur Stomp”, „The Battle of Evermore” czy „Ramble On”.

## Na scenie
Utwór „Misty Mountain Hop” był grany regularnie na koncertach od końca 1972 do końca 1973; często przechodził wprost w kompozycję „Since I've Been Loving You” (co można zobaczyć np. na płycie  Led Zeppelin DVD). W 1988 roku muzycy zagrali ten utwór na koncercie z okazji 40. rocznicy wytwórni Atlantic Records; przy perkusji zasiadł wtedy Jason Bonham – syn zmarłego perkusisty zespołu; w rok później zagrano go również na 21 urodzinach córki Roberta Planta. Ostatnio „Misty Mountain Hop” został wykonany na koncercie upamiętniającym postać Ahmeta Ertegüna, który 10 grudnia 2007 odbył się w londyńskiej sali O2 Arena.